# ゼクレアトル〜神マンガ戦記〜
『ゼクレアトル〜神マンガ戦記〜』（ゼクレアトル かみマンガせんき）は、原作：戸塚たくす、作画：阿久井真による日本の漫画作品。『裏サンデー』（小学館）にて2012年4月18日より2013年9月4日まで毎週水曜配信で連載された。仙界の雑誌『仙人サンデー』の漫画家ゼクレアトルが、自らの執筆する漫画『主人公カン太』の登場人物カン太に彼の暮らす世界が漫画の世界であることを明かし、"神漫画"を創ろうとする物語。

## 展開
戸塚たくすの商業誌デビュー作。また『ケンガンアシュラ』『モブサイコ100』『ヒト喰イ』『ヒーローハーツ』と共に裏サンデー設立当初から連載されていた漫画であり、当時はビジネスモデルが確立されていなかったウェブコミック産業の黎明期の一つをなした作品でもある。当初は全話が無料で公開されていた。
単行本は長年、第4巻までで5巻が出なかった。第17話以降は戸塚によるネームのみとなった。これは戸塚が想定していたよりも早い打ち切りが決定したためで、公開をネームのみにすることで製作コストを削減する意図があった。また第5巻の未発売については、第4巻までで完全に打ち切って結末は明かさないか、オンラインのみで公開される第5巻相当のネーム掲載で全てを明かすかという2択のうち、当時は後者を選んだということである。
2021年9月16日、最終5巻が電子書籍のみで配信された。

## 主な登場人物

### 人間界
山越 カン太
主人公。中学2年生。ゼクレアトルから自身が漫画『主人公カン太』の主人公であることを知らされ、打ち切りを回避するために漫画を面白くするための行動を模索する。当初はカン太の日常を描く漫画の中で、問題は起きつつも現実的な範囲で生活を送っていたが、両親が魔王軍に殺害されたことを受け、変身ヒーローになって魔王軍との戦いに身を投じる。しかしこの世界が漫画の中の世界であることを知る彼は、魔王軍だけでなく作者ゼクレアトルや仙界への干渉も目指す。
連載前の構想段階ではカン太は初期で死亡し主人公も交替する予定であった。
風岡 咲紀
カン太の同級生。クラスの中心にいる女性生徒であるが、その実態は魔王軍と戦う魔法少女であり、単行本限定漫画『魔法少女☆サキ』の主人公。やがてヒーローとして覚醒したカン太と共に魔王軍と戦うが、『主人公カン太』の物語に刺激を与えるために殺害される。
御大時 封真
カン太と咲紀の先輩。重要人物を自称する。魔王軍に殺害されたカン太と咲紀を蘇生させて登場する。エゼルと呼ばれる能力を持ち、魔王軍と戦う上で強力な武器として彼らにエゼルを伝授する。漫画好きな一面もある人物だが、彼らの暮らす世界が漫画として掲載されている『仙人サンデー』を読んでいる様子がカン太に認識される。
「おだいし ふうま」を入れ替えると「不死 大魔王」となり、その正体は魔王軍の全指揮権を持つ大魔王フーマ。彼もカン太と同じくこの世界が漫画の中の世界であることを知らされた影の主人公であり、第一の人生で国王として築いた国や妻を失うという不条理を受け入れられず、何度も転生と自殺を繰り返して仙界への復讐を目指していた。

### 魔王軍
サンカ
フーマが不在の間に魔王軍を統括していた魔王。フーマの娘。
グノルツ
男性の魔族。鉄を生成する能力を持つ。強者に勝つことを生きがいとする。
エフィウ
女性の魔族。肉体を生成する能力を持ち、グノルツの回復役も担当する。

### 仙界
ゼクレアトル
『主人公カン太』を雑誌『仙人サンデー』で連載する漫画家。カン太に仙界の存在と彼の暮らす世界の正体を明かし、カン太を能動的に動かすことで神漫画を生み出そうとする。度重なる主人公補正や、打ち切りになった漫画世界が消滅するという事実を伝えることでテコ入れを繰り返す。

### 神
神仙心
フランチェスカ
地球人類。共に脳科学の研究者であり、生み出した技術を用いて不老不死となり、1グーゴル年の歳月を過ごしている。仙界を生み出した人物たちであり、仙界の漫画家たちがジルを使って宇宙を創り漫画を連載していることに面白みを感じ、彼らを観察していた。

## 用語
仙人サンデー
仙界で刊行されている雑誌。内容は人間界の漫画雑誌と大差ない。ジルと呼ばれる仙界の元素により各物語の宇宙の時間が流れており、ジルが枯渇すると劇中の時間が停止してしまう。また、打ち切りになった漫画は宇宙ごと消滅する。
本作の第17話からは先述の通りネームのみの公開となっているが、劇中ではジルの節約としてそれが説明された。
仙人
『仙人サンデー』の読者かつ審査員。少女漫画好きの仙人や少年漫画好きの仙人などもいる。仙人が漫画の打ち切りや継続を決定する。
エゼル
封真が咲紀とカン太に教えた特殊能力。各個人にあるクオリアを実体化させて上位次元に干渉し、現実世界への物体の召喚などが可能になる。封真はエゼルの手本と称して、魔王軍に殺害された扱いとなっていたカン太の両親を魔改造した人形生物を召喚した。この能力を習得するためエゼル部が発足する。
スペルではether。ゼクレアトルに操作されたモブキャラでない人物（エゼル部の部員）をactorとすると、actorがetherを使うことで the creator（ゼクレアトル、創造主）に辿り着けるというアナグラムが仕込まれていた。

## 書誌情報
- 原作：戸塚たくす・作画：阿久井真『ゼクレアトル〜神マンガ戦記〜』小学館〈裏サンデーコミックス〉全5巻
  1. 2012年11月16日発売[7]、ISBN 978-4-09-124103-0
  2. 2013年3月18日発売[8]、ISBN 978-4-09-124329-4
  3. 2013年6月18日発売[9]、ISBN 978-4-09-124337-9
  4. 2013年9月18日発売[10]、ISBN 978-4-09-124414-7
  5. 2021年9月16日発売[11]